# Pachydissus furcifer
Pachydissus furcifer là một loài bọ cánh cứng trong họ Cerambycidae.